# المضافة
المضافة قرية في ناحية السيسنية في منطقة صافيتا التابعة لمحافظة طرطوس.